# Llista d'àrees metropolitanes d'Espanya
Segons la llei 7/1985 de 2 d'abril. l'Àrea metropolitana definida en dret constitucional espanyol són aquelles entitats locals integrades per municipis de grans aglomeracions urbanes, entre els nuclis de població dels quals existeixen vinculacions econòmiques i socials que fan necessària la planificació conjunta i la coordinació de determinats serveis i obres.
| Àrea metropolitana                        | ESPON     | Urban Audit                              | Ruiz            | World Gazetteer | Org. CCAA           |
| ----------------------------------------- | --------- | ---------------------------------------- | --------------- | --------------- | ------------------- |
| Madrid                                    | 5.263.000 | 5.804.829                                | 6.138.056       | 6.380.913       | 7.048.303           |
| Barcelona                                 | 4.251.000 | 4.233.638                                | 4.542.490       | 4.992.778       | 3.905.300           |
| València                                  | 1.677.889 | 1.894.923                                | 2.178.879       | 2.297.881       | 1.774.350 1.407.100 |
| Sevilla                                   | 1.262.000 | 1.249.346                                | 1.360.361       | 1.350.413       | 1.499.673           |
| Bilbao                                    | 947.000   | 939.994                                  | 953.152 957.869 | 1.143.511       | 904.439             |
| Màlaga                                    | 844.000   | 699.916                                  | 923.104         | 930.806         | 822.417             |
| Oviedo–Gijón–Avilés                       | 844.000   | 617.300 (295.640 + 321.660)              | 863.050         | 442.343         |                     |
| Alacant-Elx                               | 793.000   | 429.060                                  | 785.020         | 467.865         |                     |
| Las Palmas de Gran Canària                | 640.000   | 625.892                                  | 741.826         |                 |                     |
| Saragossa                                 | 639.000   | 685.873                                  | 715.894         |                 | 771.246             |
| Murcia–Orihuela                           | 623.000   | 479.313                                  | 763.723 611.965 | 668.306         |                     |
| Santa Cruz de Tenerife-La Laguna          | 581.947   | 481.592                                  | 581.947         | 450.475         |                     |
| Granada                                   | 440.000   | &-1-1-1-1-1-1-1-1-1-1-1-1-1-1-1-1.000000 | 498.365         | 458.223         | 500.469             |
| Palma                                     | 433.000   | 593.386                                  | 509.116 741.826 | 672.488 523.549 |                     |
| Vigo                                      | 413.000   | 548.799                                  | 666.292         | 432.278         |                     |
| Bahía de Cádiz-Jerez                      |           | &-1-1-1-1-1-1-1-1-1-1-1-1-1-1-1-1.000000 | 425.462         |                 | 632.249             |
| Sant Sebastià                             | 393.000   | &-1-1-1-1-1-1-1-1-1-1-1-1-1-1-1-1.000000 | 404.921 413.617 | 407.601         |                     |
| Cartagena                                 | 385.341   | &-1-1-1-1-1-1-1-1-1-1-1-1-1-1-1-1.000000 | 349.768,000     |                 |                     |
| A Coruña-Oleiros–Arteixo                  | 376.000   | &-1-1-1-1-1-1-1-1-1-1-1-1-1-1-1-1.000000 | 408.068 412.523 | 379.729         |                     |
| Valladolid                                | 369.000   | 430.576                                  | 395.984 398.683 | 378.566         | 407.148             |
| Tarragona-Reus                            | 325.000   | &-1-1-1-1-1-1-1-1-1-1-1-1-1-1-1-1.000000 | 423.360         | 410.074         |                     |
| Còrdova                                   | 314.000   |                                          | 325.453 328.428 | 329.400         | 361.693             |
| Pamplona                                  | 286.000   | 355.577                                  | 328.511         | 310.169         |                     |
| Castelló                                  | 259.000   | &-1-1-1-1-1-1-1-1-1-1-1-1-1-1-1-1.000000 | 386.906 324.047 | 476.056         |                     |
| Santander-Torrelavega                     | 249.000   | 290.785                                  | 391.293         | 183.466         |                     |
| Alzira-Xàtiva                             | 241.000   | &-1-1-1-1-1-1-1-1-1-1-1-1-1-1-1-1.000000 | 348.582         |                 |                     |
| Huelva                                    | 239.985   | &-1-1-1-1-1-1-1-1-1-1-1-1-1-1-1-1.000000 | 265.530         |                 |                     |
| Vitòria                                   | 226.000   | 252.384                                  | 242.837         |                 |                     |
| Algeciras–La Línea                        | 206.000   | &-1-1-1-1-1-1-1-1-1-1-1-1-1-1-1-1.000000 | 230.203         |                 |                     |
| Almeria                                   | 192.000   | &-1-1-1-1-1-1-1-1-1-1-1-1-1-1-1-1.000000 | 218.236         |                 |                     |
| Salamanca                                 | 192.000   | &-1-1-1-1-1-1-1-1-1-1-1-1-1-1-1-1.000000 | 205.489         |                 |                     |
| Jerez de la Frontera                      | 189.000   | &-1-1-1-1-1-1-1-1-1-1-1-1-1-1-1-1.000000 | 209.690         |                 |                     |
| Lleó                                      | 187.000   | &-1-1-1-1-1-1-1-1-1-1-1-1-1-1-1-1.000000 | 201.987         |                 |                     |
| Albacete                                  | 185.000   | &-1-1-1-1-1-1-1-1-1-1-1-1-1-1-1-1.000000 | 173.457         |                 |                     |
| Jaén–Martos                               | 180.000   | &-1-1-1-1-1-1-1-1-1-1-1-1-1-1-1-1.000000 | 191.652         |                 |                     |
| Burgos                                    | 176.000   | &-1-1-1-1-1-1-1-1-1-1-1-1-1-1-1-1.000000 | 192.692         |                 |                     |
| Logroño                                   | 156.000   | 171.599                                  | 186.985         |                 |                     |
| Ferrol–Narón                              | 155.000   | &-1-1-1-1-1-1-1-1-1-1-1-1-1-1-1-1.000000 | 156.111         |                 |                     |
| Lleida                                    | 147.000   | &-1-1-1-1-1-1-1-1-1-1-1-1-1-1-1-1.000000 | 176.543         |                 |                     |
| Girona                                    | 144.000   | &-1-1-1-1-1-1-1-1-1-1-1-1-1-1-1-1.000000 | 180.426         |                 |                     |
| Pontevedra-Marín                          | 142.000   | &-1-1-1-1-1-1-1-1-1-1-1-1-1-1-1-1.000000 | 149.255         |                 |                     |
| La Orotava-Puerto de la Cruz-Los Realejos | 140.000   | &-1-1-1-1-1-1-1-1-1-1-1-1-1-1-1-1.000000 | 151.623         |                 |                     |
| Santiago de Compostela                    | 138.000   | 186.332                                  | 151.690         |                 |                     |
| Ourense                                   | 137.000   | &-1-1-1-1-1-1-1-1-1-1-1-1-1-1-1-1.000000 | 138.600         |                 |                     |
| Benidorm-La Vila Joiosa                   | 134.000   | &-1-1-1-1-1-1-1-1-1-1-1-1-1-1-1-1.000000 | 183.253         |                 |                     |
| Gandia-Oliva                              | 132.000   | &-1-1-1-1-1-1-1-1-1-1-1-1-1-1-1-1.000000 | 169.916         |                 |                     |
| Blanes-Pineda de Mar-Lloret de Mar        | 131.000   | &-1-1-1-1-1-1-1-1-1-1-1-1-1-1-1-1.000000 | 182.673         |                 |                     |
| Manresa                                   | 122.000   | &-1-1-1-1-1-1-1-1-1-1-1-1-1-1-1-1.000000 | 145.215         |                 |                     |
| Marbella                                  | 116.000   | &-1-1-1-1-1-1-1-1-1-1-1-1-1-1-1-1.000000 | 138.447         |                 |                     |
| Petrer-Elda                               | 115.800   | &-1-1-1-1-1-1-1-1-1-1-1-1-1-1-1-1.000000 | 138.447         |                 |                     |
| Torrelavega                               | 116.000   | &-1-1-1-1-1-1-1-1-1-1-1-1-1-1-1-1.000000 | 129.509         |                 |                     |
| Vic-Manlleu                               | 111.000   | &-1-1-1-1-1-1-1-1-1-1-1-1-1-1-1-1.000000 | 129.994         |                 |                     |
| Guadalajara                               | 104.000   | &-1-1-1-1-1-1-1-1-1-1-1-1-1-1-1-1.000000 | 144.687         |                 |                     |
| Lugo                                      | 99.000    | &-1-1-1-1-1-1-1-1-1-1-1-1-1-1-1-1.000000 | 106.066         |                 |                     |
| Palència                                  | 99.000    | &-1-1-1-1-1-1-1-1-1-1-1-1-1-1-1-1.000000 | 103.511         |                 |                     |
| Toledo                                    | 95.000    | 167.036                                  | 119.368         |                 |                     |